# Мусаев, Иса Гасан оглы
Иса Гасан оглы Мусаев (азерб. Isa Həsən oğlu Musaev, 27 ноября 1912, город Нахичевань — 8 февраля 1976, город Нахичевань) — советский театральный деятель, актёр, режиссёр, Народный артист Азербайджанской ССР (1960). Депутат Верховного Совета Нахичеванской АССР.

## Биография
Родился Иса Мусаев 27 ноября 1912 года в городе Нахичевань, Эреванской губернии.
Поступил на обучение в Нахичеванский педагогический колледж, но бросил учёбу и в 1927 году переехал в город Баку. Здесь стал обучаться в театральном училище имени Мирзы фатали Ахундова. После окончания обучения вернулся в Нахичевань и стал работать в музыкально-драматическом театре.
Иса Мусаев первую свою роль Сабира сыграл в спектакле «Суд над Сабиром» режиссёра Самеда Мовлави. С 1930 по 1940 годы и с 1943 по 1976 годы он был одним из ведущих актёров Нахичеванского государственного музыкально-драматического театра. С 1940 по 1943 годы работал актёром и режиссёром в Губинском государственном драматическом театре имени Аббасгулу Бакиханова. С 1942 года являлся членом КПСС. Избирался депутатом Верховного Совета Нахичеванской АССР.
Проживал в городе Нахичевани. Умер 8 февраля 1976 года.

## Награды и премии
- Народный артист Азербайджанской ССР — 14 мая 1960,
- Заслуженный артист Азербайджанской ССР — 17 июня 1943,
- Заслуженный артист Нахичеванской АССР,
- Орден Знак Почёта.

## Роли
- Октай («Октай Эльоглы» Дж. Джабарлы),
- Айдын («Айдын» Дж. Джабарлы),
- Эльхан («Невеста огня» Дж. Джабарлы),
- Вагиф («Вагиф» С. Вургуна),
- Фархад («Хосров и Ширин» С. Вургуна),
- Санан («Шейх-Санан» Г. Джавида),
- Саявуш («Саявуш» Г. Джавида),
- Сулейман («Хаят» М. Ибрагимова),
- Надир Шах («Надир Шах» Н. Нариманова),
- Александр («Мертвец» Дж. Мамедкулизаде),
- Яровой («Любовь Яровая» К. Тренева),
- Степан Шаумян («Город ветров» В. Киршона).